# Topolnica
Il Topolnica (in bulgaro Тополница?) è un fiume lungo 154,8 km della Bulgaria meridionale, importante affluente di sinistra dell'Evros o Marica.

## Etimologia
Il nome del fiume Topolnica deriva da topola (in bulgaro топола?), che significa “pioppo”.

## Geografia
Il Topolnica nasce dal monte Bič, negli Antibalcani, vicino a Koprivštica; nella parte superiore del suo corso è conosciuto come Širinejska. 
La sua portata media è di 55 m³/s e il suo bacino di drenaggio copre 1789 km². 
Il Topolnica confluisce nell'Evros vicino a Pazardžik, dopo aver compiuto una grande curva sotto l'Autostrada Trakija.
Il lago Topolnica ha un volume massimo di 137 milioni di m³ e serve l'area intorno a Pazardžik. 
I maggiori tributari del Topolnica sono il Mativir e il Bunovo.